# The Heart of the Andes
The Heart of the Andes (« Le Cœur des Andes ») est une peinture à l'huile sur toile réalisée en  1859 par l'artiste américain Frederic Edwin Church (1826-1900).
De grand format (1,68 × 3,03 m), il représente un paysage idéalisé dans les Andes sud-américaines, où Church s'est rendu à deux reprises. Son exposition en 1859 a fait sensation, établissant Church comme le plus important peintre paysagiste des États-Unis.
Le tableau fait partie de la collection du Metropolitan Museum of Art de New York depuis 1909, et compte parmi les œuvres les plus renommées de Church.

## Contexte
En 1853 et 1857, Church a voyagé en Équateur et en Colombie, financé par l'homme d'affaires Cyrus Field, qui souhaitait utiliser les peintures de Church pour attirer les investisseurs vers ses entreprises sud-américaines. Church s'inspire du naturaliste et explorateur prussien Alexander von Humboldt, et de son traité Kosmos de 1845. Humboldt est l'un des derniers grands généralistes scientifiques, et sa renommée devient semblable à celle d'Albert Einstein un siècle plus tard. Dans le deuxième volume de Kosmos, Humboldt décrit l'influence de la peinture de paysage sur l'étude du monde naturel — soutenant que l'art est l'une des plus hautes expressions de l'amour de la nature — et met les artistes au défi de représenter la « physionomie » du paysage,. Church retrace les voyages de Humboldt en Amérique du Sud.

## Description et influences
The Heart of the Andes est un condensé de la topographie sud-américaine observée lors de ses voyages. Au centre droit du paysage se trouve un étang chatoyant desservi par une chute d'eau. Le volcan Chimborazo de l'Équateur, recouvert de neige, apparaît au loin ; l'œil du spectateur y est conduit par les pentes plus sombres et plus proches qui déclinent de droite à gauche. Le chemin légèrement usé, un hameau et une église situés dans la plaine centrale, et plus près au premier plan, deux indigènes devant une croix, témoignent de la présence humaine. L'église, un détail caractéristique des peintures de Church, est catholique et hispano-coloniale, et semble inaccessible depuis l'endroit où se trouve le spectateur. La signature de Church apparaît taillée dans l'écorce de l'arbre mis en évidence au premier plan, à gauche. Le jeu de lumière sur sa signature a été interprété comme la déclaration de l'artiste sur la capacité de l'homme à apprivoiser la nature — pourtant, l'arbre apparaît en mauvaise santé par rapport à la jungle vive qui l'entoure.

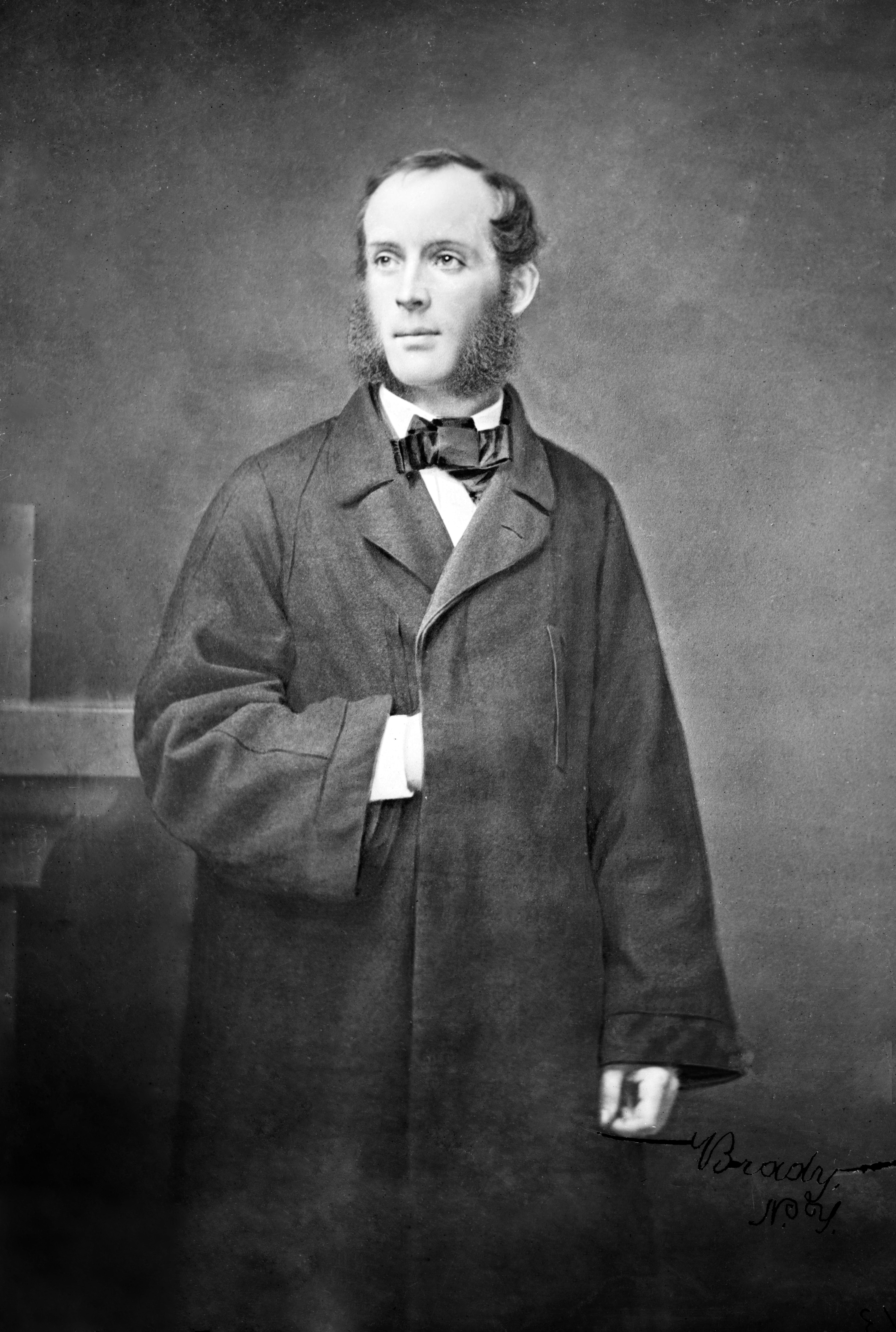
Frederic Edwin Church photographié par Mathew Brady entre 1855 et 1865 (Bibliothèque du Congrès).

Le paysage de Church est conforme aux principes esthétiques du pittoresque, tels que proposés par le théoricien britannique William Gilpin, qui commence par une observation attentive de la nature, renforcée par des notions particulières de composition et d'harmonie. La juxtaposition de formes lisses et irrégulières est un principe important, et est représentée dans The Heart of the Andes par les collines arrondies et l'étang d'une part, et par les montagnes déchiquetées et les arbres rugueux contrastants d'autre part.
La théorie du critique britannique John Ruskin a également eu une influence importante sur Church. Le livre de Ruskin, Modern Painters (en), est un traité en cinq volumes sur l'art qui était, selon l'artiste américain Worthington Whittredge, « en possession de tout peintre paysagiste » au milieu du siècle. Ruskin mettait l'accent sur l'observation étroite de la nature, et il considérait l'art, la moralité et le monde naturel comme spirituellement unifiés. En suivant ce thème, le tableau montre le paysage en détail à toutes les échelles, du feuillage complexe, des oiseaux et des papillons au premier plan à la représentation globale des environnements naturels étudiés par Church. La présence de la croix suggère la coexistence pacifique de la religion avec le paysage.

## Expositions
The Heart of the Andes a été exposé pour la première fois au public entre le 29 avril et le 23 mai 1859 au Tenth Street Studio Building (en) de New York, le premier bâtiment de la ville conçu pour les artistes. Church avait déjà exposé des peintures isolées, comme Niagara (1857), avec beaucoup de succès. L'événement a attiré une participation sans précédent pour une exposition de peinture unique aux États-Unis : plus de 12 000 personnes ont payé un droit d'entrée de 25 c pour voir la peinture. Même le dernier jour de l'exposition, les clients faisaient la queue pendant des heures pour entrer dans la salle d'exposition.

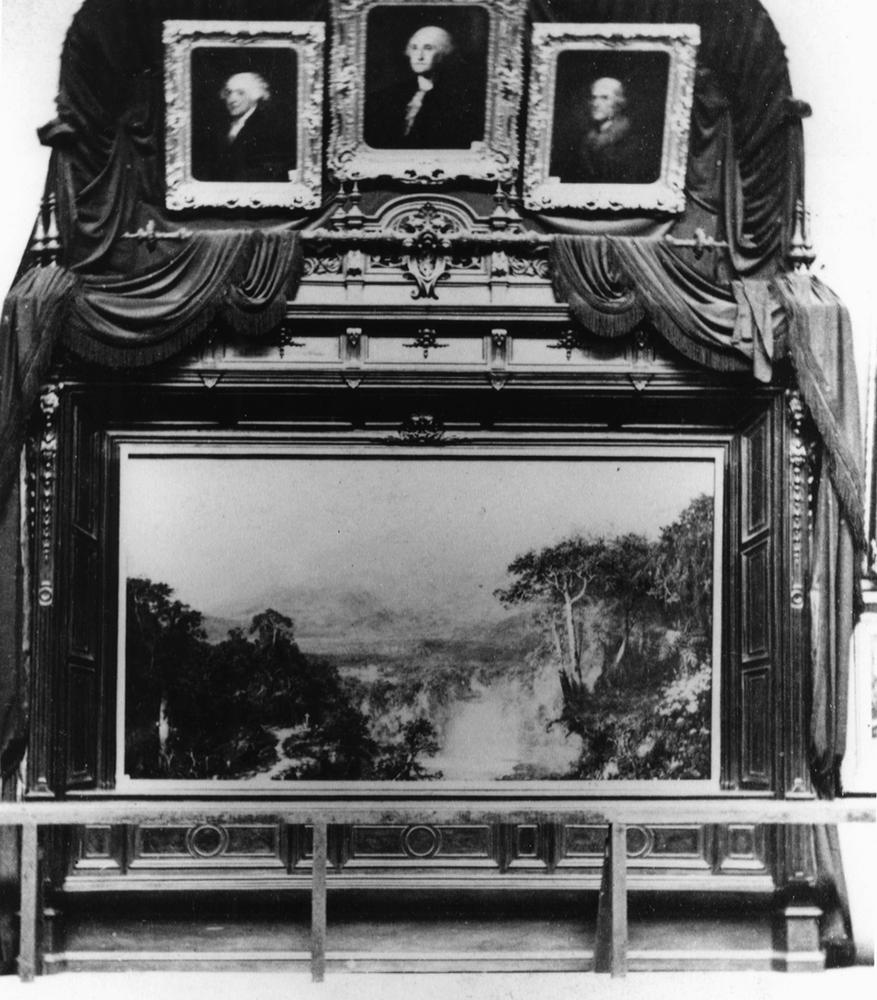
Il n'existe pas de document photographique du Heart of the Andes lors de l'exposition de 1859. En revanche, l'image ci-dessus est une photographie de celle de 1864 : les portraits en surplomb et les rampes ont été ajoutés pour son inclusion dans la galerie d'art de la Metropolitan Sanitary Fair de New York.

Il n'existe aucune trace de l'apparence ou de la disposition de l'exposition du Studio Building. Il a été largement affirmé, bien que probablement à tort, que la pièce était décorée de feuilles de palmier et que des lampes à gaz avec des réflecteurs argentés étaient utilisées pour éclairer le tableau. Il est plus certain que le « cadre » en forme de fenêtre à battants du tableau avait une largeur d'environ 4 × 4 m, ce qui imposait encore plus le tableau au spectateur. Il était probablement fait de châtaignier brun, ce qui s'écarte du cadre doré dominant à cette époque. La base de l'édifice reposait sur le sol, ce qui garantissait que l'horizon du paysage serait affiché à la hauteur des yeux du spectateur. Des rideaux ont été installés, donnant l'impression d'une vue par la fenêtre. Une lucarne dirigée vers la toile renforçait la perception que le tableau était éclairé de l'intérieur, tout comme les tissus sombres drapés sur les murs de l'atelier pour absorber la lumière. Des jumelles d'opéra étaient fournies aux spectateurs pour leur permettre d'examiner les détails du paysage, et il se peut qu'elles aient été nécessaires pour voir le tableau de manière satisfaisante, étant donné la foule dans la salle d'exposition.
La toile de Church a eu un fort effet sur ses spectateurs ; un témoin contemporain a écrit : « les femmes se sont senties faibles. Les hommes et les femmes succombaient à l'étourdissante combinaison de terreur et de vertige qu'ils reconnaissaient comme sublime. Beaucoup d'entre eux décriront plus tard une sensation d'immersion ou d'absorption dans ce tableau, dont les dimensions, la présentation et le sujet parlent de la puissance divine de la nature ».
L'admission était accompagnée de deux brochures sur le tableau : A Companion to The Heart of the Andes de Theodore Winthrop et le Church's Picture, The Heart of the Andes du révérend Louis Legrand Noble. À la manière des guides de voyage, ces brochures permettent de découvrir la topographie variée du tableau :

« Imaginez-vous, en fin d'après-midi, avec le soleil derrière vous, en train de remonter la vallée le long de la rive d'une rivière, à une altitude de quelque cinq ou six mille pieds au-dessus du pays chaud. Au point où vous êtes monté, des montagnes lourdement boisées se rapprochent de chaque main (non visible sur la photo - seul le pied de chaque saillie est visible), richement vêtues d'arbres et de tout l'appendice de la forêt, avec la rivière qui coule entre eux. (...) De l'autre côté de la rivière, on aperçoit la route qui mène à la campagne en haut, un sentier cavalier sauvage sous le soleil le plus brillant, qui serpente et se perd dans les bois épais et ombragés. Le premier plan... forme en lui-même une scène d'une puissance et d'une brillance inégalées... »

— Louis Legrand Noble
Church voulait que Humboldt, son mentor intellectuel, voie son chef-d'œuvre. Près de la fin de la première exposition, le 9 mai 1859, il écrit au poète américain Bayard Taylor pour lui faire part de ce désir :

« Les « Andes » seront probablement en route vers l'Europe avant votre retour dans la ville... Le motif principal de cette photo à Berlin est la satisfaction de pouvoir placer devant Humboldt une transcription du paysage qui a ravi ses yeux il y a soixante ans et qu'il avait déclaré être le plus beau du monde. »

Humboldt, cependant, est mort le 6 mai, de sorte que l'expédition prévue vers l'Europe n'a pas eu lieu. Church en est très déçu, mais il rencontre bientôt sa future épouse Isabel à l'exposition de New York. Plus tard, en été 1859, le tableau est exposé à Londres, où il connaît une popularité similaire. De retour à New York, il est de nouveau exposé du 10 octobre au 5 décembre, la même année. Dans les années qui suivent, des expositions ont lieu à Boston, Philadelphie, Baltimore, Cincinnati, Chicago et Saint Louis. Une exposition en 1864 à la Metropolitan Sanitary Fair à Union Square de New York est mieux documentée que l'originale, avec des photographies existantes.

## Reproductions

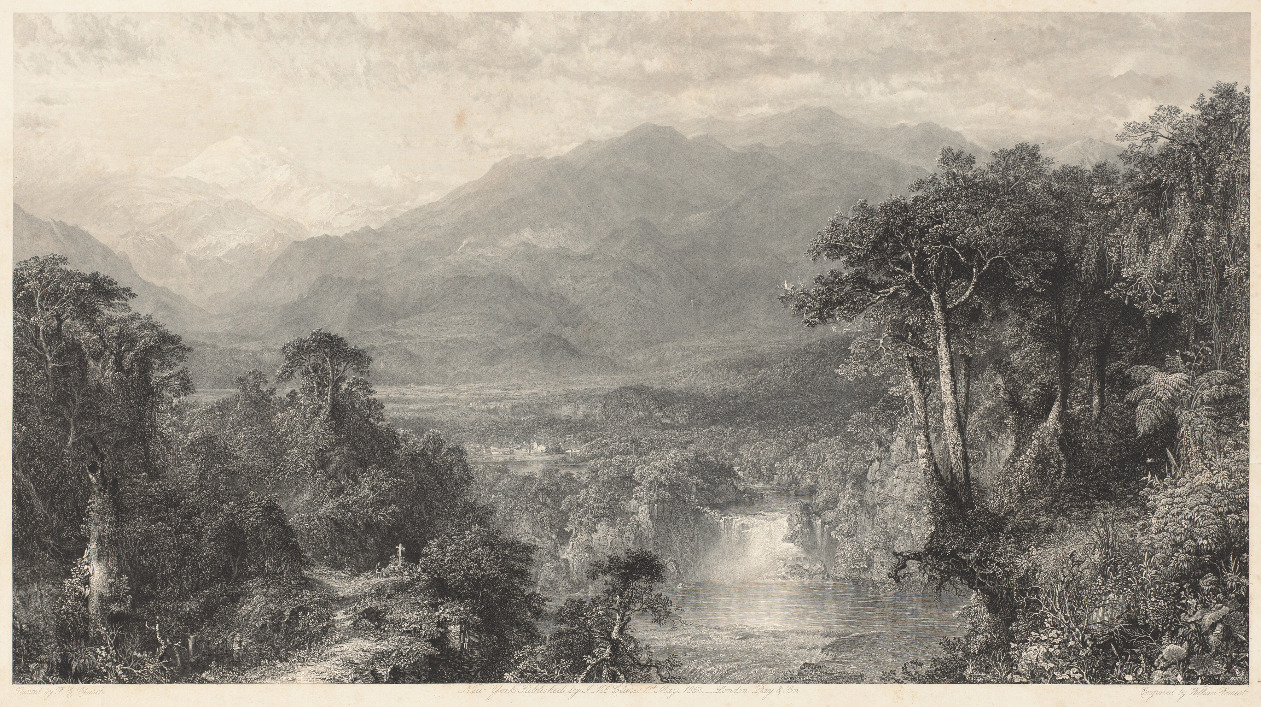
La gravure de 1862 par Charles Day & Son (National Gallery of Art).

Pendant que le tableau était à Londres, l'agent de Church s'est arrangé pour en faire faire une gravure de reproduction par Charles Day & Son, ce qui allait permettre une large distribution des reproductions et donc davantage de revenus. C'est à cette époque que fut réalisée une copie à l'aquarelle de The Heart of the Andes. On ne sait pas exactement qui l'a peinte, mais il est très probable que Church ne soit pas l'artiste ; le graveur Richard Woodman (en) ou l'un de ses fils avait été suggéré, mais l'aquarelle est désormais attribuée au graveur William Forrest d'Édimbourg. L'aquarelle se trouve désormais à la National Gallery of Art de Washington DC,.

## Réception et postérité
Le tableau a été largement acclamé. Des poèmes ont été écrits en son honneur et un compositeur, George William Warren, probablement assisté de Louis Moreau Gottschalk, lui a dédié une pièce pour piano solo en 1863 : The Andes, Marche di Bravoura, inspirée par le tableau. Mark Twain a décrit le tableau à son frère Orion Clemens (en) dans une lettre de 1860 :

« Je viens de rentrer d'une visite au plus beau tableau que cette ville ait jamais vu — The Heart of the andes de Church (...) Je l'ai vu plusieurs fois, mais c'est toujours un nouveau tableau — totalement nouveau — vous semblez ne rien voir la deuxième fois que vous avez vu la première. Nous avons pris la jumelle d'opéra et examiné ses beautés avec attention, car l'œil nu ne peut pas discerner les petites fleurs au bord de la route, les ombres douces et les taches de soleil, les bouquets d'herbe et les jets d'eau à moitié cachés qui en font l'un de ses éléments les plus enchanteurs. Il n'y a pas d'effet de perspective à son sujet — le plus éloigné —, l'objet le plus minuscule qui s'y trouve a une personnalité marquée et distincte — de sorte que vous pouvez compter les feuilles mêmes des arbres. Lorsque vous voyez pour la première fois cette image ordinaire et apprivoisée, votre première réaction est de lui tourner le dos et de dire « Quelle fadaise ! » — mais lors de votre troisième visite, vous trouverez votre cerveau haletant et tendu par de vains efforts pour assimiler toute la merveille — et l'apprécier dans toute sa plénitude et comprendre comment un tel miracle a pu être conçu et exécuté par le cerveau et les mains de l'homme. Vous ne vous lasserez jamais de regarder l'image, mais vos réflexions — vos efforts — pour saisir une chose intelligible — vous savez à peine quoi — deviendront si douloureuses que vous devrez vous éloigner de la chose, afin d'obtenir un soulagement. Vous pouvez trouver du soulagement, mais vous ne pouvez pas bannir l'image — elle reste avec vous. Elle est dans mon esprit maintenant — et le plus petit élément ne pourrait pas être enlevé sans que je le détecte. »

Le New York Times a décrit l'« harmonie de la conception » du tableau et « le chaos des accords ou des couleurs fait progressivement monter sur l'esprit enchanté une création riche et ordonnée, pleine d'objets familiers, mais entièrement nouvelle dans ses combinaisons et sa signification ».
Church finit par vendre l'œuvre à William Tilden Blodgett (en) pour 10 000 $ — à l'époque le prix le plus élevé payé pour une œuvre d'un artiste américain vivant. De plus, Church se réservait le droit de revendre le tableau s'il recevait une offre d'au moins 20 000 $. Blodgett a conservé le tableau jusqu'à sa mort en 1875. Il a été acquis par Margaret Worcester Dows, veuve du marchand de grains David Dows, et légué au Metropolitan Museum of Art à sa mort en février 1909. En 1993, le musée a organisé une exposition qui a tenté de reproduire les conditions de l'exposition de 1859.
Des descriptions récentes la situent dans le discours thématique moderne, notamment la tension entre l'art et la science, et l'expansion territoriale américaine. La scission entre les sciences humaines et la vision du monde scientifique est apparue en 1859 : l'ouvrage de Charles Darwin intitulé L'Origine des espèces a été publié la même année que le tableau de Church.